# Рандрианасолов лепилемур
Рандрианасоловият лепилемур (Lepilemur randrianasoloi) е вид бозайник от семейство Тънкотели лемури (Lepilemuridae). Видът е застрашен от изчезване.

## Разпространение
Разпространен е в Мадагаскар.